# Embiotoca
Genre
Embiotoca est un genre de poissons téléostéens (Teleostei) de la famille des Embiotocidae.

## Liste des espèces
Selon FishBase (4 fev. 2016) et World Register of Marine Species (4 fev. 2016) :
- Embiotoca jacksoni Agassiz, 1853
- Embiotoca lateralis Agassiz, 1854